# Przypowieści Chrystusa (utwór)
Przypowieści Chrystusa (ang. Christ's Object Lessons) – książka autorstwa Ellen G. White omawiająca na podstawie Biblii wszystkie nowotestamentowe przypowieści Jezusa Chrystusa. Publikacja została oparta na sprawozdaniu ewangelistów i wzbogacona o refleksje dotyczące zastosowania przedstawionych przez Chrystusa „prawd uniwersalnych” we współczesnym świecie. Każda przypowieść jest omawiana z perspektywy całości objawienia. Poszczególne rozdziały książki oparte są na tekstach przewodnich zaczerpniętych z ewangelii.

## Treść
- Powody stosowania przypowieści
- „Wyszedł siewca, aby siać”
- „Najpierw trawę, potem kłos, potem pełne zboże w kłosie”
- Kąkol
- Podobne do ziarnka gorczycznego
- Podobne jest do kwasu
- Ukryty skarb
- Przypowieść o perle
- Przypowieść o sieci
- Nowe i stare
- Otrzymujemy, by dawać
- Dwaj chwalcy
- „A czyżby Bóg nie wziął w obronę swoich wybranych?”
- Jezus przyjmuje grzeszników
- „Zaginął, a odnalazł się”
- „Pozostaw je jeszcze ten rok”
- „Wyjdź prędko na place i ulice miasta”
- Miara przebaczenia
- Zysk, który jest stratą
- Bezdenna przepaść
- Słowa i czyn
- Winnica Pańska
- „Bez szaty weselnej”
- Talenty
- „Zyskujcie sobie przyjaciół”
- „Kto jest bliźnim moim?”
- Nagroda z łaski
- Powitanie oblubieńca

## Wydania w języku polskim
- Przypowieści Chrystusa, Warszawa 1960 - wydanie z rycinami w twardej, płóciennej oprawie
- Przypowieści Chrystusa, Warszawa 1989
- Przypowieści Chrystusa, Warszawa 1997 (część nakładu pt. Przypowieści Jezusa)